# Peso de Guinea Bissau
El peso de Guinea Bissau (en portuguès peso da Guiné-Bissau o, simplement, peso) fou la unitat monetària de Guinea Bissau entre el 1975 i el 1997. El seu codi ISO 4217 era GWP. Es dividia en 100 centaus (centavos).
Va substituir l'escut de la Guinea Portuguesa en termes paritaris (1:1) i fou substituït pel franc CFA de l'Àfrica Occidental a raó de 65 pesos per franc.
Els bancs emissors foren, al començament, el Banc Nacional de Guinea Bissau (Banco Nacional da Guiné-Bissau) i, a partir del 1990, el Banc Central de Guinea Bissau (Banco Central da Guiné-Bissau). En van circular monedes de 50 centavos i d'1, 2½, 5 i 20 pesos, i bitllets de 50, 100, 500, 1.000, 5.000 i 10.000 pesos.